# Eois indignaria
Eois indignaria là một loài bướm đêm trong họ Geometridae.